# Fuerza Aérea de Chile
La Fuerza Aérea de Chile, spesso abbreviata in FACh, è l'attuale aeronautica militare del Cile e parte integrante delle forze armate cilene.

## Storia
Il 20 dicembre 1920 il tenente colonnello Pedro Pablo Dartnell, fondò il Servicio de Aviación Militar de Chile. A questo primo nucleo si aggiunse nel 1913 una vera e propria scuola per piloti (infatti prima di allora l'addestramento veniva effettuato in Francia). Nel 1930 gli elementi dell'allora esistente vennero riuniti all'interno del neonato Subsecretaria de Aviación.
La struttura dell'attuale Fuerza Aérea de Chile divenne visibile a partire dal 1945, anno in cui venne creato il Grupo de Transporte No.1, equipaggiato con due Beechcraft 18 ed un T-6 Texan e di stanza nella zona di Los Cerillos. Dopo la Seconda guerra mondiale il Cile ricevette nuovi aerei sia dagli USA che dall'Europa.

## Industria aeronautica
Il Cile ha anche una propria industria aeronautica, la ENAER, che ha prodotto, ad esempio, l'aereo da addestramento T-35 Pillán, che ha riscontrato anche un certo successo nelle esportazioni; L'ENAER ha anche assemblato il caccia spagnolo CASA C-101 Aviojet. Inoltre circolano voci riguardo a delle trattative tra l'ENAER e la brasiliana Embraer per la realizzazione del primo caccia interamente prodotto in Sud America.

## Comandanti della FACh

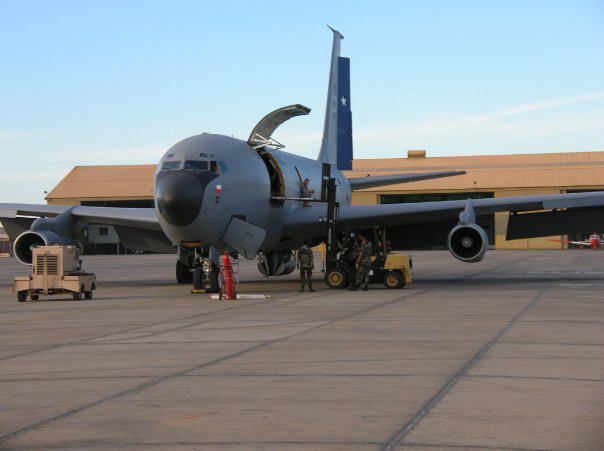
KC-135 cileno (2010).

## Comandanti della FACh[3]
| Nome                       | Dal  | Al   |
| -------------------------- | ---- | ---- |
| Arturo Merino Benítez      | 1930 | 1931 |
| Adirio Jessen Ahumada      | 1932 | 1932 |
| Ramón Vergara Montero      | 1932 | 1932 |
| Marmaduque Grove Vallejos  | 1932 | 1932 |
| Diego Aracena Aguilar      | 1932 | 1939 |
| Armando Castro López       | 1939 | 1943 |
| Manuel Tovarías Arroyo     | 1943 | 1946 |
| Oscar Herreros Walker      | 1946 | 1947 |
| Aurelio Celedón Palma      | 1947 | 1952 |
| Armando Ortíz Ramírez      | 1952 | 1955 |
| Renato García Vergara      | 1955 | 1955 |
| Diego Barros Ortíz         | 1955 | 1961 |
| Eduardo Jensen Franke      | 1961 | 1964 |
| Máximo Errázuriz Ward      | 1964 | 1969 |
| Carlos Guerraty Villalobos | 1969 | 1970 |
| César Ruiz Danyau          | 1970 | 1973 |
| Gustavo Leigh Guzmán       | 1973 | 1978 |
| Fernando Matthei Aubel     | 1978 | 1991 |
| Ramón Vega Hidalgo         | 1991 | 1995 |
| Fernando Rojas Vender      | 1995 | 1999 |
| Patricio Ríos Ponce        | 1999 | 2002 |
| Osvaldo Sarabia Vilches    | 2002 | 2006 |
| Ricardo Ortega Perrier     | 2006 | 2010 |
| Jorge Rojas Avila          | 2010 | 2014 |
| Jorge Robles Mella         | 2014 | 2018 |
| Arturo Merino Núñez        | 2018 | 2022 |

## Gli F-16 della FACh

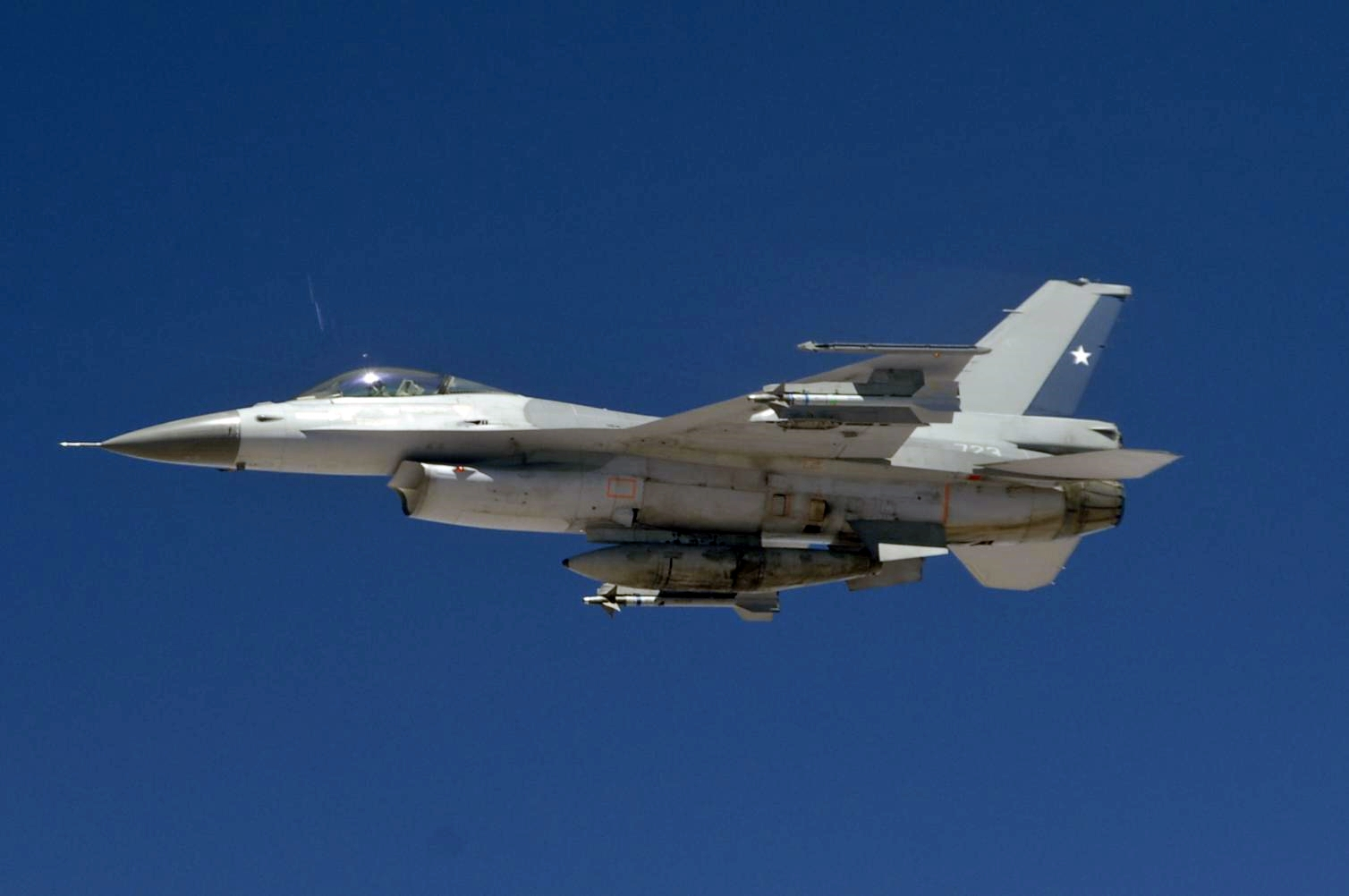
Un F-16AM in volo

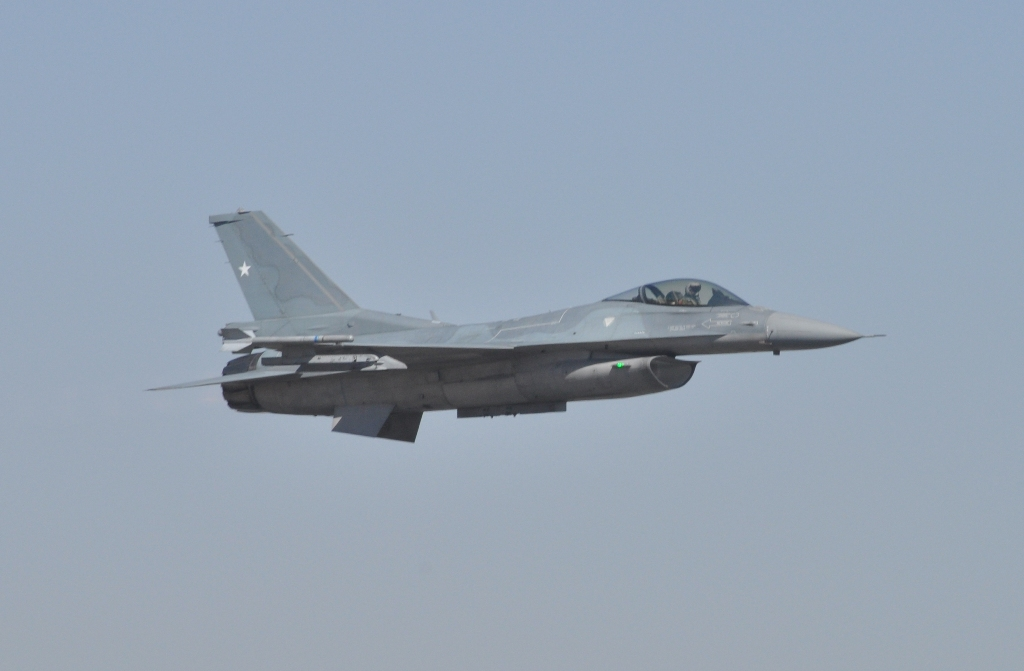
Un F-16C in volo

L'acquisizione dell'F-16 da parte della FACh è iniziata il 27 dicembre 2000, quando il governo cileno decise di acquistare 10 F-16C/D Block 50 di nuova costruzione dalla Lockheed Martin, nell'ambito del programma "Peace Puma". L'accordo che verteva sulla consegna di 6 F-16C monoposto e 4 F-16D biposto, fu firmato il 2 febbraio 2002. Il primo aereo fu presentato alla stampa il 14 aprile 2005 ed ha iniziato a volare dalla Base Aerea di Edwards nel giugno 2005, mentre l'avvio delle consegne si è avuto nel 2007.
Nel novembre 2004, la FACh era ansiosa di sostituire con urgenza la sua flotta di veterani Mirage 50 e Mirage 5M, i cui costi di manutenzione erano diventati alti e in crescita, con le parti di ricambio sempre più difficili da ottenere. Vista la necessità di un successore da ottenere in breve tempo, ha avviato trattative con il governo olandese per comprare un lotto di 18 F-16 ex RNAF aggiornati con il programma di aggiornamento di mezza vita MLU (Mid Life Updated). 
Dopo aver chiuso la base aerea di Twente nel 2004 e aver sciolto il 315° squadron, i Paesi Bassi decisero di mettere in vendita i loro cacciabomdardieri in surplus. Tenendo conto che questi velivoli erano conformi alle specifiche cilene, iniziarono le trattative con il governo olandese per l'eventuale acquisto, che si conclusero nell'ottobre 2005, dopo aver deciso di acquisire 11 F-16AM monoposto e 7 F-16BM biposto, tutti sottoposti all'aggiornamento MLU, che furono consegnati tra l'agosto 2006 e il settembre 2007. 
Di conseguenza, un nuovo squadron F-16 fu formato dopo che i Mirage furono ritirati.
Prima della consegna, gli F-16 sono stati modificato, smontando il carrello di atterraggio per effettuare una revisione completa e l'installazione di nuovo software nell'aereo, qualcosa di necessario, perché gli Stati Uniti non concessero la fornitura dell'originale ai cileni. Infine, il meccanismo di frenata francese fu sostituito dall'originale, ma vecchio, americano. In preparazione della consegna degli F-16 MLU, i piloti e i tecnici per la manutenzione hanno frequentato un corso di dieci mesi nei Paesi Bassi con l'RNAF, al fine di prepararli e qualificarli nella gestione del velivolo.
In totale, otto gruppi con 75 studenti sono stati istruiti nelle seguenti specializzazioni: Manutenzione in linea, Avionica, Tecnico delle armi, Meccanica dei motori e Specialista di sicurezza in Volo. La formazione è stata divisa in una parte teorica a Hoogerheide (Olanda), a cura della RNAF; e una pratica alla World Class Aviation Academy (WCAA), completando la formazione dei 75 allievi.

### Primo accordo
Prima della consegna, il 4 settembre 2006, un C-130H atterrò a Twente per prendere un certo numero di seggiolini eiettabili che erano inclusi nell'accordo. Un altro aereo da trasporto, un Ilyushin Il-76 della Volga Air, fu noleggiato per spostare il resto delle parti di ricambio. Alle 09:00 di quel giorno, il primo F-16 decollò e fu rifornito da un trireattore autocisterna della petroliera K(D)C-10 sulla Francia, diretto alla base aerea di Gando in Gran Canaria.
Il secondo lotto di quattro velivoli, di cui due serviti come sostituti, decollò da Twente alle 13:00, essendo rifornito dal K(D)C-10 mentre si recava a Gando. Dopo essersi fermati per la notte, partirono per l'aeroporto Gilberto Freyre (Recife), in Brasile, dove avrebbero fatto rifornimento. Quando i velivoli raggiunsero Cerro Moreno (Cile), le insegne ed i numeri seriali olandesi in adesivi, che erano apposti su qurlli cileni, furono rimossi ed i velivoli furono ufficialmente accettati dalla FACh.
I velivoli consegnati in questo primo lotto erano:
- J-657 F-16BM NAF81
- J-141 F-16AM NAF82
- J-885 F-16BM NAF83
- J-656 F-16BM NAF84
- J-652 F-16BM NAF85 (sostituzione)
- J-194 F-16AM NAF86
- J-139 F-16AM NAF87 (sostituzione)
- J-633 F-16AM NAF88

La partenza del secondo lotto fu pianificata per il 5 marzo 2007, ma fu annullata perché i KDC-10 non erano entrambi disponibili per quella data. Il volo fu posticipato di 48 ore, perché uno dei tanker era a terra e l'altro era assegnato alle operazioni in Afghanistan. Ciò portò allo spostamento della partenza al 5 aprile. 
Alle 10:00, ora locale, i 6 F-16 partirono per Gando, dove sarebbero rimasti al massimo per due giorni. Il gruppo di velivoli usò le stesse tappe del lotto precedente, facendo scalo per il carburante in Brasile prima di arrivare in Cile. I due aerei sostitutivi, ]-360 e ]-650, hanno raggiunto Gando Via Monte Real, poiché la capacità di rifornimento massima del K(D)C-10 era per sei aerei. I due velivoli di riserva hanno seguito lo stesso percorso fino a Twente il 10 aprile. 
I velivoli inclusi nel secondo lotto erano:
- J-652 F-16BM NAF81
- J-205 F-16AM NAF82
- J-649 F-16AM NAF83
- J-137 F-16AM NAF84
- J-878 F-16AM NAF85
- J-139 F-16AM NAF86
- J-360 F-16AM NAF87
- J-650 F-16BM NAF88

La partenza del terzo gruppo di velivoli fu programmata per il 3 giugno 2007, lasciando Twente alle 09:53 ora locale con il K(D)C-10, che era già su Bruxelles in attesa di rifornire i sei F-16 diretti in Spagna, via Reims. Uno di questi, il ]-622, ebbe dei problemi tecnici e il pilota decise per precauzione di atterrare presso la base aerea di Torrejon de Ardoz (Madrid). Dopo che il problema fu risolto, decollò nel tardo pomeriggio, unendosi agli altri cinque velivoli a Gando. 
I velivoli inclusi nel terzo lotto erano:
- J-211 F-16BM NAF81
- J-143 F-16AM NAF82
- J-655 F-16BM NAF83
- J-360 F-16AM NAF84
- J-619 F-16BM NAF85
- J-622 F-16AM NAF86

### Secondo accordo
Nel 2008, un altro lotto di 18 F-16 fu venduto al Cile. Il 25 maggio 2009, l'ordine fu confermato dal Ministero della Difesa del paese europeo per la creazione di un'altra squadron, nell'ottica della sostituzione del vecchio F-5. Questo secondo lotto di F-16 acquistati comprendeva aerei ritirati dal servizio prematuramente a seguito dei tagli alla Difesa olandese decisi nel 2006. Le nuove consegne di F-16 MLU in eccedenza al Cile iniziarono il 1 giugno 2010, con il primo lotto di aerei che lasciò l'Olanda il 5 novembre 2010.
Il secondo lotto consisteva anche di una mezza dozzina di dispositivi, resi disponibili dalla Base Aerea Volkel, dalla quale partirono il 6 aprile 2011. Un aereo appartenente a questo lotto a causa di problemi tecnici fu costretto a partire solo il 30 agosto.
La consegna del quarto lotto al Cile è avvenuta dalla base aerea di Leeuwarden, il 4 novembre 2010. Gli aerei seguirono lo stesso percorso utilizzato dai velivoli del primo accordo e, poiché nessuno presentò problemi tecnici, il trasferimento andò secondo i piani.
I velivoli inclusi in questo lotto erano:
- J-138 F-16AM NAF81
- J-192 F-16AM NAF82
- J-198 F-16AM NAF83
- J-207 F-16AM NAF84
- J-864 F-16AM NAF85
- J-869 F-16AM NAF86

Tra i cacciabombardieri che avevano lasciato la base aerea di Leeuwarden, fu incluso anche il ]-255 che, trasportato in Cile via nave, venne utilizzato per l'addestramento a terra. Il quinto gruppo è stato il primo a essere consegnato dalla base aerea di Volkel. Nelle prime ore del mattino gli F-16 decollarono, ma uno, il J-627, ebbe problemi e ritornò indietro. Di conseguenza, il giorno dopo, il J-058 partì per Gando per unirsi agli altri cinque, mentre l'aereo danneggiato fu riparato e consegnato nel sesto e ultimo lotto. 
I velivoli inclusi in questo lotto erano:
- J-058 F-16AM NAF81
- J-204 F-16AM NAF82
- J-617 F-16AM NAF83
- J-636 F-16AM NAF84
- J-648 F-16AM NAF85
- J-867 F-16AM NAF86

Il sesto lotto di cinque F-16 lasciò Volkel il 29 agosto 2011,  alle ore 10:00 locali diretto a Gran Canaria. Il ]-627 ebbe di nuovo problemi tecnici, questa volta durante l'avvio, e partì il giorno dopo per unirsi agli altri aerei già a Gando. Uno dei dispositivi inclusi, il J-640, fu danneggiato senza possibilità di essere riparato in quanto tocco terra con la pancia a Charleroi, dove fu costretto a subire un delicato intervento di manutenzione dalla SABCA e, di conseguenza, fu sostituito da un altro aereo. Tutti gli aerei del sesto lotto portavano un adesivo del programma Pace Amstel II, con il ]-875 che portava un disegno speciale sulla coda, su cui c'era scritto il motto "Chile II, lo abbiamo fatto di nuovo".
- J-203 F-16AM NAF81
- J-365 F-16AM NAF82
- J-620 F-16AM NAF83
- J-627 F-16AM NAF84
- J-874 F-16AM NAF85
- J-875 F-16AM NAF86

Con le ultime consegne, il totale di F-16 MLU della RNAF annoverati nell'inventario cileno è di 36 velivoli, 29 dei quali monoposto F-16AM e 7 biposto F-16BM.

## Aeromobili in uso
Sezione aggiornata annualmente in base al World Air Force di Flightglobal del corrente anno. Tale dossier non contempla UAV, aerei da trasporto VIP ed eventuali incidenti accorsi durante l'anno della sua pubblicazione. Modifiche giornaliere o mensili che potrebbero portare a discordanze nel tipo di modelli in servizio e nel loro numero rispetto a WAF, vengono apportate in base a siti specializzati, periodici mensili e bimestrali. Tali modifiche vengono apportate onde rendere quanto più aggiornata la tabella.
| Aeromobile                           | Origine     | Tipo                                                                         | Versione (denominazione locale)                  | In servizio (2024) | Note | Immagine |
| Aerei da combattimento               |             |                                                                              |                                                  |                    | |          |
| Lockheed Martin F-16 Fighting Falcon | Stati Uniti | cacciabombardiereconversione operativacacciabombardiereconversione operativa | F-16C Block 50F-16D Block 52F-16A MLU4F-16B MLU4 | 64297              | 10 F-16C/D nuovi dagli Stati Uniti nel 2002, 36 F-16A/B MLU (comprati in due lotti nel 2005 e nel 2009) di seconda mano dai surplus della Koninklijke Luchtmacht olandese. È in studio un programma di aggiornamento di tutta la flotta di 46 velivoli in servizio al settembre 2019, con un radar AESA e l'acquisto di ulteriori 6/8 aerei block 50 entro il 2021, in modo da avere una flotta aggiornata ben oltre il 2030.                                                                                         |          |
| Northrop F-5 Tiger II                | Stati Uniti | cacciabombardiereconversione operativa                                       | F-5EF-5F                                         | 103                | Dei 18 aerei (15 monoposto e 2 biposto) consegnati nel 1976, 14 sono stati aggiornati dalla IAI Israeliana allo standard F-5E Tiger III. Questo programma di aggiornamento comportava l'installazione di un radar multifunzione ad Impulsi Doppler Elta EL/M-2032B, nuovo HUD, comandi HOTAS, INS/GPS, nuova suite per guerra elettronica comprendente RWR ed ECM, e nuove armi come i missili aria-aria Rafael Shafrir o Python III. Il montaggio del nuovo radar impose la soppressione di uno dei due cannoni M39. |          |
| Aerei AWACS e per impieghi speciali  |             |                                                                              |                                                  |                    | |          |
| Boeing E-3 Sentry                    | Stati Uniti | AWACS                                                                        | E-3D                                             | 2                  | 3 E-3D ex RAF acquistati a gennaio 2022, due dei quali entreranno in servizio, mentre il terzo esemplare verrà cannibalizzato per trarne parti di ricambio. I due E-3D sono stati consegnati, il primo il 25 luglio 2022, il secondo il giorno successivo, ed introdotti ufficialmente in servizio il 19 agosto successivo. |          |
| Aeromobili a pilotaggio remoto       |             |                                                                              |                                                  |                    | |          |
| Elbit Hermes 900                     | Israele     | UAV                                                                          | Hermes 900                                       | 3                  | 3 Hermes 900 ordinati nel 2011 e tutti in servizio al gennaio 2019. |          |
| Aerei per rifornimento in volo       |             |                                                                              |                                                  |                    | |          |
| Boeing KC-135 Stratotanker           | Stati Uniti | aereo per rifornimento in volo                                               | KC-135E                                          | 2                  | 3 esemplari ex USAF sottoposti ad upgrade da Boeing, acquistati nel 2009 e consegnati entro marzo 2012. |          |
| Lockheed KC-130 Hercules             | Stati Uniti | aereo per rifornimento in volo                                               | KC-130R                                          | 1                  | 2 esemplari ex United States Marine Corps. 1 in servizio al dicembre 2019 in quanto un esemplare è andato perso nello stesso mese. L'unico KC-130R rimasto in servizio è stato aggiornato con l'integrazione di nuove eliche a otto pale NP2000 della Collins Aerospace, e riconsegnato a settembre 2022. |          |
| Aerei da trasporto                   |             |                                                                              |                                                  |                    | |          |
| Lockheed C-130 Hercules              | Stati Uniti | aereo da trasporto                                                           | C-130HC-130BC-130R                               | 412                | 3 C-130H consegnati. 4 C-130R (2 dei quali in versione aerocisterna) ex US Marine Corps consegnati a partire dal 2015). 1 C-130B in servizio al dicembre 2019. Ulteriori due C-130H ex USAF acquistati, uno dei quali è stato consegnato ad aprile 2021. Uno C-130H è stato aggiornato con l'integrazione di nuove eliche a otto pale NP2000 della Collins Aerospace, aggiornamento che sarà esteso a tutti gli aerei del tipo in organico.                                                                           |          |
| Boeing 737                           | Stati Uniti | aereo da trasporto VIP                                                       | B737-300B737-58N                                 | 1                  | |          |
| Boeing 767                           | Stati Uniti | aereo da trasporto VIP                                                       | 767-300ER                                        | 1                  | Un esemplare di seconda mano acquistato nell'Agosto 2008, viene utilizzato per il trasporto presidenziale. |          |
| Cessna 206 Stationair                | Stati Uniti | aereo da trasporto leggero                                                   | C206                                             | 2                  | |          |
| Cessna O-2 Skymaster                 | Stati Uniti | aereo da trasporto VIP                                                       | O-2A                                             | 5                  | |          |
| Cessna CitationJet CJ1               | Stati Uniti | aereo da trasporto VIP aereo da addestramento                                | CJ1                                              | 4                  | |          |
| de Havilland Canada DHC-6 Twin Otter | Canada      | aereo da trasporto                                                           | DHC-6-100DHC-6-300                               | 13                 | 20 consegnati. |          |
| Gulfstream IV                        | Stati Uniti | aereo da trasporto VIP                                                       | G.IV                                             | 4                  | |          |
| Gulfstream III                       | Stati Uniti | aereo da trasporto VIP                                                       | G III                                            | 1                  | |          |
| Learjet C-21                         | Stati Uniti | aereo da trasporto VIP Aerofotogrammetria                                    | 35A                                              | 1                  | |          |
| Aerei da addestramento               |             |                                                                              |                                                  |                    | |          |
| Embraer EMB 314 Super Tucano         | Brasile     | aereo da addestramento COIN                                                  | A-29B                                            | 22                 | 12 A-29B ordinati nell'agosto 2008 e ricevuti tra il 2009 e il 2010. Ulteriori 6 Super Tucano sono stati ordinati ad ottobre 2017 e le consegne sono state completate tra marzo e dicembre 2018. Ulteriori 4 A-29B sono stati ordinati a dicembre 2018, ed i primi due sono stati consegnati a settembre 2020. Gli ultimi due aerei sono stati consegnati a novembre 2020, portando a 22 il numero degli aerei in organico.                                                                                           |          |
| Enaer T-35 Pillán                    | Cile        | aereo da addestramento                                                       | T-35A-1T-35B                                     | 36                 | |          |
| Cirrus SR22                          | Stati Uniti | aereo da addestramento                                                       | SR-22T                                           | 8                  | 8 consegnati. |          |
| Piper PA-28                          | Stati Uniti | aereo da addestramento                                                       | PA-28-235                                        | 10                 | 10 consegnati. |          |
| Extra 300                            | Germania    | aereo acrobatico                                                             | 300L                                             | 5                  | 6 consegnati. |          |
| Game Composites GB1 GameBird         | Regno Unito | aereo acrobatico                                                             | GB1                                              | 6                  | 7 GB-1 ordinati all'inizio di febbraio 2019 e consegnati tra il luglio ed il dicembre dello stesso anno. Un esemplare è stato perso in un incidente il 7 settembre 2019. |          |
| Pitts Special                        | Stati Uniti | aereo acrobatico                                                             | S-2S                                             | 1                  | |          |
| Elicotteri                           |             |                                                                              |                                                  |                    | |          |
| Bell UH-1 Iroquois                   | Stati Uniti | elicottero utility                                                           | UH-1H                                            | 8                  | Ne sono stati acquistati altri 4 di seconda mano dagli USA. |          |
| Bell 206 JetRanger                   | Stati Uniti | elicottero leggero                                                           | 206B                                             | 5                  | |          |
| Bell 412                             | Stati Uniti | elicottero da trasporto                                                      | 412EP412SP                                       | 15                 | 12 Bell 412EP sono stati acquistati nuovi a Novembre 2007 è consegnati a partire dal 2009. |          |
| Helibras HB-350 Esquilo              | Brasile     | elicottero leggero                                                           | HB-350B                                          | 1                  | 1 consegnato. |          |
| MBB-Kawasaki BK 117                  | Germania    | elicottero leggero                                                           | BK-117B-1                                        | 2                  | |          |
| Sikorsky S-70 Black Hawk             | Stati Uniti | elicottero da trasporto                                                      | S-70A-39MH-60M (S-70i)                           | 16                 | 1 S-70A consegnato nel 1998 più 6 MH-60M (S-70i) ordinati a dicembre 2016 che saranno consegnati dal 2018. I primi 3 dei 6 S-70i ordinati, sono stati consegnati il 13 luglio 2018. Al 15 ottobre 2018 risultano consegnati tutti i 6 MH-60M. |          |

## Aeromobili ritirati
- CASA C-212-200/300 Aviocar - 4 esemplari (?-2025)[43][8][9]
- IAI EB-707 Condor - 1 esemplare (1995-2022)[15][44]
- MBB Bo 105
- CASA A-36CC Toqui II - 22 esemplari (1986-2022)[45][8][9]
- CASA T-36BB Halcón - 15 esemplari (1983-2022)[45]
- Beechcraft 99
- Cessna A-37 Dragonfly
- Mirage 5 Elkan
- Dassault Mirage 50C
- Dassault Mirage 50FC
- Dassault Mirage 50DC
- Cessna T-37 Tweet
- Beechcraft T-34 Mentor
- North American T-6 Texan
- Hawker Hunter FGA Mk.71 - 28 esemplari (1966-1995)[46][47][48]
- Hawker Hunter FR Mk.71A - 6 esemplari (1966-1995)[46][47][48]
- Hawker Hunter FGA Mk.72 - 7 esemplari (1966-1995)[46][47][48]
- Hawker Hunter FGA Mk.9 - 12 esemplari (1983-1995)[46][47][48]
- English Electric Canberra
- Lockheed T-33 Shooting Star
- Lockheed F-80 Shooting Star - 30 esemplari
- De Havilland DH.100 Vampire
- Beechcraft C-45
- Douglas A-24B Banshee
- Breda Ba.65